# 拉特 (神话)
拉特（阿拉伯语：‎，羅馬化：Al-Lāt），也叫阿拉特、伊拉特，是女天神和雨神，麥加的三大女神之一。盛行于伊斯兰教之前的阿拉伯地区。其事迹反映于古希腊学者希罗多德的相关著述，具有重大的宗教影响与历史意义。
拉特可能是與戰爭有關女神，因為她有不少形象都是頭戴鋼盔，手拿長槍的女戰神形象，有時她還端坐在雄獅之間的寶座上。受到希臘、羅馬的影響，拉特的形象概念也可在其他地區發現，在希臘體系中她可被視作雅典娜，羅馬體系中則為蜜涅瓦。在納巴泰和巴爾米拉（今敘利亞地區），就有人們把她與雅典娜相等同。此外，納巴泰人也將拉特當作眾神之母，有時其丈夫為Dushara，有時又被視作是她的兒子，納巴泰人的碑文上寫道拉特與烏札都是Dushara的妻子。也有一說法認為，拉特是美索不達米亞神話中冥界女神埃列什基迦勒（Ereshkigal）的別稱。

## 扩展阅读
- Ibn al-Kalbī (Translation and Commentary by Nabih Amin Faris). . Princeton University Press. 1952. Library of Congress #52006741.
- Herodotus (Translated by David Grene). . Chicago University Press. 1987. ISBN 0-226-32770-1.
- The Book of Idols (Kitāb al-Asnām) by Hishām Ibn al-Kalbī
- Allah, the unique name of God （页面存档备份，存于）
- Herodotus 1:131 online  （页面存档备份，存于）
- Herodotus 3:8 online （页面存档备份，存于）
- Sunni account （页面存档备份，存于） from witness-pioneer.org